# Sáo cánh đỏ
Sáo cánh đỏ (Onychognathus morio) là một loài chim trong họ Sturnidae.
Sáo cánh đỏ là loài bản địa Đông Phi từ Ethiopia đến Cape ở Nam Phi. Là một loài ăn tạp, sinh sống trong nhiều môi trường khác nhau, ưa thích những vách đá và vùng núi để làm tổ, và đã di chuyển vào các thành phố và thị trấn do sự giống nhau với môi trường sống ban đầu của nó.